# Зозан Сахаба
Зозан Саха́ба (курд. زۆزان سەهابێ; араб. زوزان صحابة‎) — сподвижница пророка Мухаммеда. Первая курдянка, принявшая ислам. 